# Yannis Ioannidis (Komponist)
Yannis Ioannidis (griechisch Γιάννης Ιωαννίδης; * 8. Juni 1930 in Athen) ist ein griechischer Komponist.

## Leben und Wirken
Ioannidis studierte zunächst am Konservatorium von Athen und dann an der Wiener Musikakademie Komposition bei Otto Siegl, Orchesterleitung bei Hans Swarowsky, Orgel bei Karl Josef Walter, Cembalo bei Eta Harich-Schneider und Dodekaphonie bei Hanns Jelinek. Schließlich belegte er bei den Darmstädter Ferienkursen Kompositionskurse bei Karlheinz Stockhausen, György Ligeti und Mauricio Kagel. Von 1963 bis 1968 lehrte er in Athen am Pierce College, war Organist an der deutschen Kirche dort und arbeitete zudem als Chor- und Orchesterdirigent. 1968 erschien in Griechenland, Österreich und Deutschland sein musiktheoretisches Hauptwerk Μουσική (Musik).
1968 heiratete er die venezolanische Pianistin Nilyan Perez. Im selben Jahr emigrierte er – in Folge des Griechischen Militärputsches – nach Caracas, wurde Staatsbürger Venezuelas und lebte dort bis 1976. Er wirkte hier als Gastdirigent des Orquesta Sinfónica de Venezuela und des Orquestra Sinfónica de Maracaibo. Von 1969 bis 1971 leitete er das Kammerorchester und den Chor des Centro Venezolano Americano; außerdem war er Leiter des von ihm gegründeten Kammerorchesters von Radio Nacional und unterrichtete Komposition an der Universidad Metropolitana. 1970 erhielt er beim Internationalen Louis-Moreau-Gottschalk-Wettbewerb in den USA für sein Orchesterwerk Metaplasis A den Kompositionspreis.
1976 kehrte er nach Griechenland zurück und unterrichtete an verschiedenen Konservatorien: dem Orfeion in Athen (1976–81), dem Konservatorium Nikos Skalkottas (1978–89) und dem Konservatorium Phillippos Nakas (1989–92). Daneben unterrichtete er von 1978 bis 1983 an der Universität Athen und leitete den Universitätschor und war von 1982 bis 1989 Generaldirektor des Nationalen Sinfonieorchesters von Athen. Von 1990 bis 1993 wirkte er erneut als Dozent für Musik an der Universität von Athen. Außerdem war er von 1983 bis 2000 Präsident und künstlerischer Direktor des Chores der Stadt Athen, 1984 formierte er das Nationale Jugendsinfonieorchester.
1993 gründete Ioannidis die Athens Music Society sowie ein Konservatorium, an dem er als künstlerischer Direktor und Professor für Komposition wirkte.
Sein Werk umfasst Musik für Orchester, Kammermusik und Vokalkompositionen. Stilistisch bevorzugt er freie Atonalität und steht in der Nachfolge der Zweiten Wiener Schule.

## Werke
- Tropic, 1968
- Metaplasis A, 1968
- Metaplasis B, 1970